# Sarah Moraa
Sarah Moraa (* 26. Oktober 2005) ist eine kenianische Mittelstreckenläuferin, die sich auf den 800-Meter-Lauf spezialisiert hat. 2024 wurde sie in Douala Afrikameisterin über diese Distanz.

## Sportliche Laufbahn
Erste internationale Erfahrungen sammelte Sarah Moraa im Jahr 2024, als sie bei den Afrikameisterschaften in Douala in 2:00,27 min auf Anhieb die Goldmedaille über 800 Meter gewann. Anschließend siegte sie in 2:00,36 min bei den U20-Weltmeisterschaften in Lima.

## Persönliche Bestzeiten
- 800 Meter: 1:59,39 min, 14. Juni 2024 in Nairobi